# فینال جام باشگاه‌های تهران ۱۳۲۱
فینال جام باشگاه‌های تهران ۱۳۲۱ یک مسابقه فوتبال بود که بین دو تیم دارایی و طوفان برگزار شد تا قهرمان جام باشگاه‌های تهران ۲۱–۱۳۲۰ مشخص شود. دیدار نخست در ۱۱ اردیبهشت ۱۳۲۱ برگزار شد و با پیروزی ۰–۲ طوفان به پایان رسید. نحوه برگزاری مسابقه مورد اعتراض تیم دارایی قرار گرفت و بر اساس حکم صادر شده از سوی انجمن تربیت بدنی ایران نتیجه باطل شد و قرار شد بازی تکراری برگزار شود. تیم طوفان در بازی تکراری حاضر نشد و دارایی قهرمان اعلام شد.

## مسیر تا فینال
مرحله گروهی مسابقات با شرکت شانزده تیم و در دو گروه هشت تیمی برگزار شد. تیم‌های سرگروه مستقیم به بازی فینال راه پیدا کردند و تیم طوفان با صدرنشینی در گروه یک و تیم دارایی با صدرنشینی در گروه دوم به بازی فینال راه یافتند.

## ورزشگاه
ورزشگاه امجدیه که میزبانی بازی‌های مرحله گروهی را بر عهده داشت به عنوان میزبان بازی فینال نیز برگزیده شد.

## مسابقه نخست
جمعه ۱۱ اردیبهشت ۱۳۲۱ دو تیم طوفان و دارایی برای تعیین قهرمان به مصاف هم رفتند.  شاه همراه با ملکه فوزیه که تازه از قاهره بازگشته بود به همراه تعدای از مقامات نظامی و کشوری برای تماشای این مسابقه در ورزشگاه امجدیه حضور داشت. 

### بازیکنان دو تیم
دارایی با پیراهن قرمز: مهاجر (دروازه‌بان)، قریب، رحیمیان، گنج‌بخش، ممقانی، صرافان، فرزانه، علی اکبر محب، دانایی، امیر صالح و حسین مبشر.
طوفان با پیراهن آبی: پژوه افسر (دروازه‌بان)، اشرفی، قاسمی، مرادی، فرزانگان، سلیمی، محسنی، خاتمی، حیدری، بختیار و پاسدار.

### جزئیات مسابقه
نیمه اول بازی بدون رد و بدل شدن گل سپری شد و در نیمه دوم هم گلی از خط دروازه‌ها عبور نکرد. بلندگوی امجدیه اعلام کرد سرنوشت دیدار در وقت اضافی سی دقیقه‌ای تعیین خواهد شد. ۲۷ دقیقه از وقت‌های اضافی نیز سپری شد و نتیجه تساوی پابرجا باقی ماند. بازیکنان هنوز در حال بازی بودند که بلندگوی امجدیه اعلام کرد اگر بازی با نتیجه تساوی پایان یابد براساس مقررات دو زمان هفت‌دقیقه‌ای به وقت اضافی سی‌دقیقه‌ای اضافه خواهد شد و در صورت پابرجا ماندن نتیجه تساوی دیدار تکراری در پنجشنبه آینده برگزار خواهد شد. ولی پنج‌دقیقه پس از پایان جمله‌های گوینده در حالی‌که دو بازیکن دارایی مصدوم شده بودند طلسم دروازه‌ها گشوده شد و طوفان دروازه دارایی را باز کرد. چند دقیقه بعد طوفان گل دوم را نیز زد. سوت پایان مترادف با پیروزی ۰–۲ طوفان برابر دارایی بود. بازیکنان دارایی به اعلام چهارده دقیقه وقت اضافی پس از سی‌دقیقه وقت اضافی اعتراض کردند و آن را خلاف مقررات خواندند. آنها از شاه درخواست کردند دستور رسیدگی به این امر بدهد.

### باطل شدن نتیجه
موضوع اعتراض مورد مطالعه انجمن تربیت بدنی قرار گرفت و انجمن پس از بررسی مقررات بین‌المللی و رسیدگی به شکایت باشگاه دارایی، اضافه‌شدن دو زمان هفت‌دقیقه‌ای پس از سی‌دقیقه بازی در وقت اضافی را خلاف مقررات دانست و پیروزی دو گله طوفان را باطل اعلام کرد. بر اساس حکم صادره نتیجه بازی همان تساوی بدون گل بود و قرار شد دو تیم دوباره در پنجشنبه ۲۸ اردیبهشت در ورزشگاه امجدیه مجدداً به مصاف هم بروند. انجمن تربیت بدنی ورود تماشاگران را آزاد اعلام کرد.

## مسابقه تکراری
پنجشنبه ۲۸ اردیبهشت فرارسید و بازیکنان سرخپوش دارایی راهی میدان شدند. ولی نشانی از بازیکنان طوفان نبود. طوفانی‌ها خود را تیم پیروز نبرد نهایی می‌خواندند و تکرار بازی را ناشی از اعمال نفوذ باشگاه دارایی می‌دانستند. بازیکنان دارایی وسط زمین آمدند، دقایقی را سپری کردند و بدون زدن یک ضربه به توپ میدان را ترک کردند. انجمن تربیت بدنی دارایی را قهرمان باشگاه‌های تهران در فصل ۲۱–۱۳۲۰ اعلام کرد.